# Synagoga w Grybowie
Synagoga w Grybowie – synagoga znajdująca się w Grybowie, przy ulicy Jana Kilińskiego.

## Historia
Synagoga została zbudowana w 1909 roku, najprawdopodobniej na miejscu starej synagogi. Synagoga była czynna jeszcze w czasie II wojny światowej do początków 1941 roku. Później hitlerowcy nakazali ją zamknąć i doprowadzili do jej znacznej dewastacji. Po zakończeniu wojny przez wiele lat w synagodze mieściła się stolarnia Miejskiego Zakładu Gospodarki Komunalnej i Mieszkaniowej, warsztat produkujący płytki, a w piwnicach warsztat blacharski.
W 2002 roku na mocy ustawy z 1997 roku o restytucji mienia żydowskiego synagoga została zwrócona Gminie Wyznaniowej Żydowskiej w Krakowie. Od tego czasu synagoga stała opuszczona. W 2007 roku gmina żydowska rozpoczęła jej remont. Pierwszy etap prac zakończył się pod koniec kwietnia 2007 roku. Wówczas wymieniono dach oraz zabezpieczono budynek przed dalszym niszczeniem. Prace te kosztowały gminę żydowską ponad 100 tysięcy złotych.
Według prezesa Gminy Wyznaniowej Żydowskiej w Krakowie, Tadeusza Jakubowicza, w synagodze ma się znajdować miejsce spotkań, wykładów i koncertów, a także małe muzeum poświęcone grybowskim Żydom.
W lokalnym Muzeum Parafialnym znajduje się ekspozycja poświęcona grybowskim Żydom. Wśród eksponatów znajduje się unikatowy, ponad 200-letni zwój Tory, który Żydzi oddali księżom na przechowanie, nim Niemcy wywieźli ich do miejsc zagłady.

## Architektura
Murowany z cegły budynek synagogi wzniesiono na planie prostokąta w stylu neorenesansowo-neoromańskim. Do dziś częściowo zachował się wystrój zewnętrzny, a wewnątrz na ścianie wschodniej wnęka po Aron ha-kodesz.